# Cytomelanconis
Cytomelanconis es un género de hongos en la familia Melanconidaceae. Es un género monotípico. Contiene la especie Cytomelanconis systema-solare.